# 100 f.Kr.

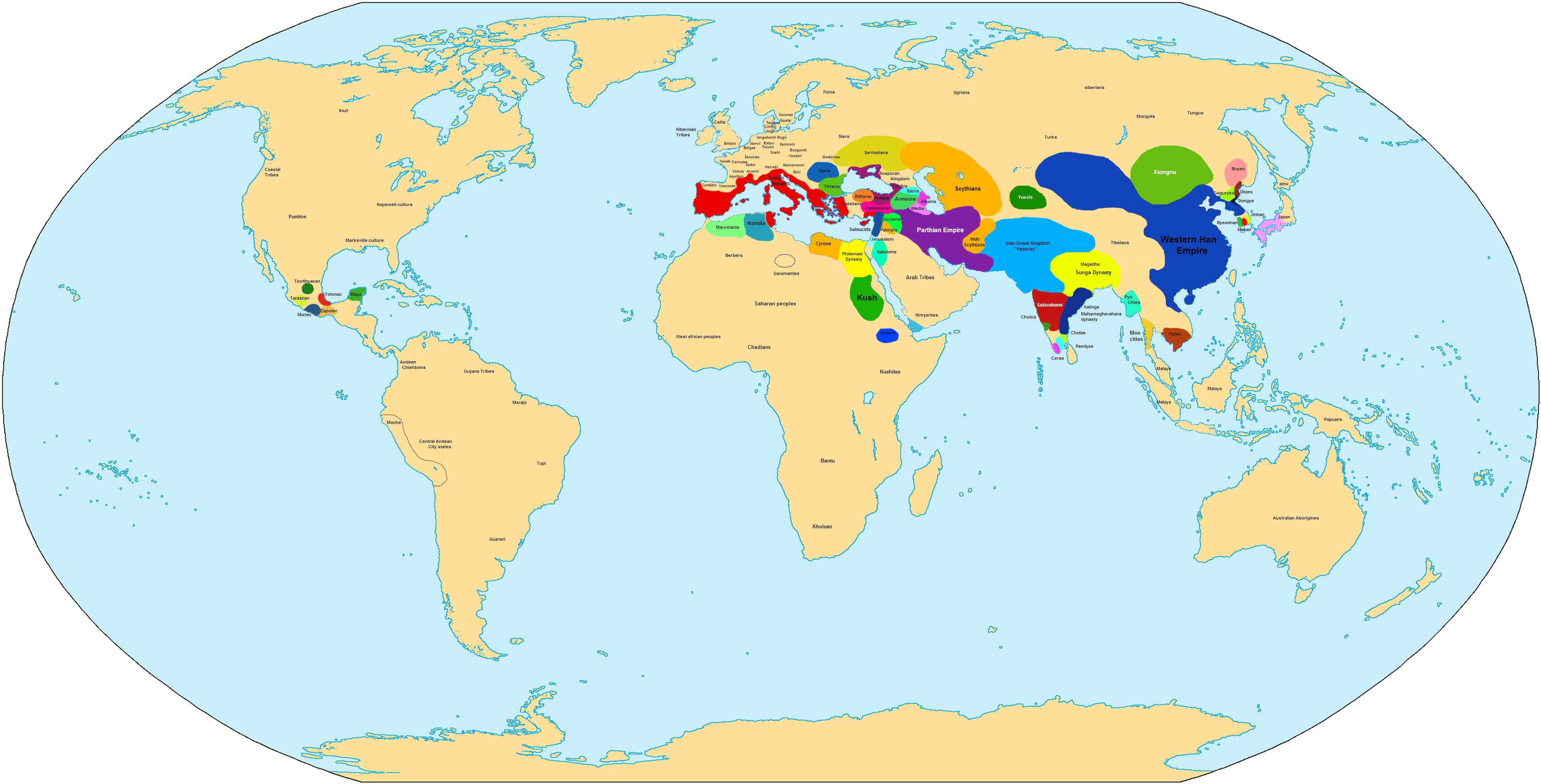
Världen 100 f.Kr.

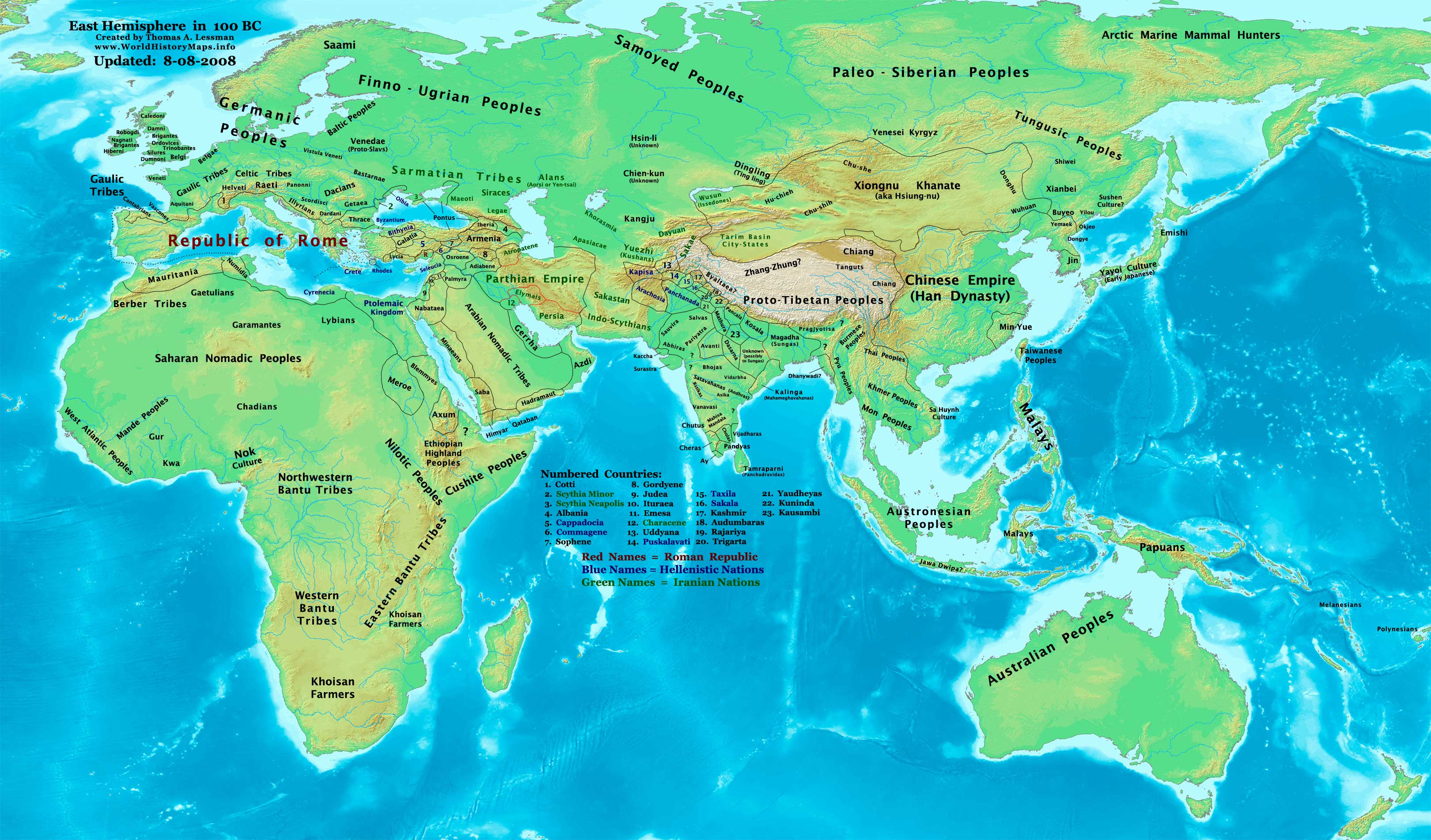
Gamla världen 100 f.Kr.

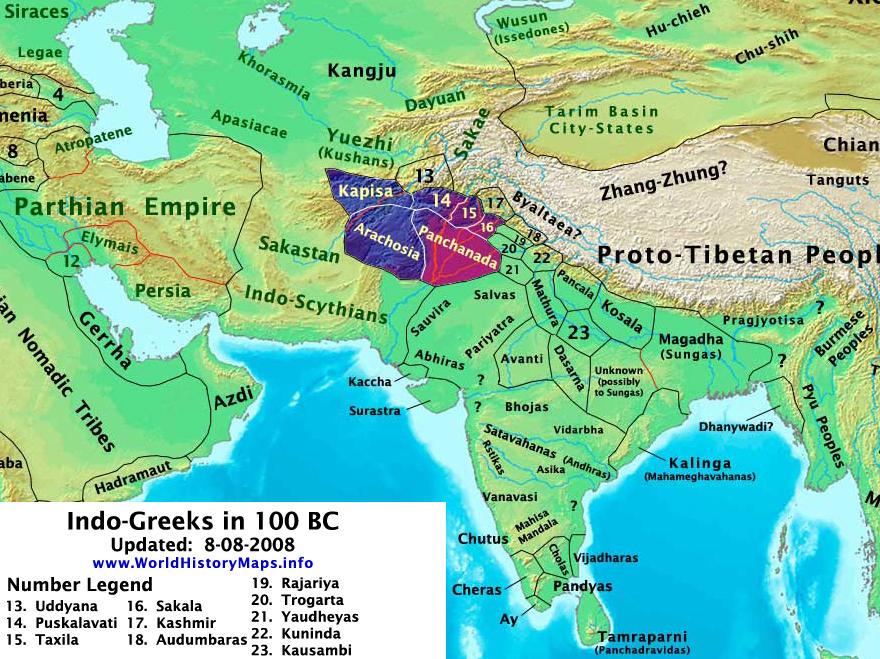
Indo-greker 100 f.Kr.

## Händelser

### Efter plats

#### Romerska republiken
- Lucius Valerius Flaccus och Gaius Marius blir konsuler i Rom, vilket är sjätte gången för Marius.
- Manius Aquillius firar triumf efter segrarna i det andra slavkriget.
- Tribunen Lucius Appuleius Saturninus inför en lag som ska ge land åt militärveteraner. Lagen kräver att alla senatorer skall svära att efterleva den. Quintus Caecilus Metellus Numidicus vägrar dock, varför han skicks i exil och då beger sig till Rhodos för att studera filosofi.
- December – Saturninus står som konsul för följande år. En rivaliserande kandidat, Gaius Memmius, hittas mördad av Saturninus agener, varvid senaten förklarar Saturninus vara samhällets fiende. Konsuln Marius besegrar sin forne allierade i ett slag på Forum Romanum. Saturninus och hans anhängare ger sig på villkor att deras liv skall sparas, men de stenas till döds med takpannor av uppretade senatorer.
- Det etruskiska alfabetet dör ut i konkurrensen med det latinska (omkring detta år).

#### Mindre Asien
- Tigranes II placeras på Armeniens tron av parterna i utbyte mot avträdande av "sjuttio dalar" (omkring detta år).

#### Mellanöstern
- Elefanter blir utrotade i Mellanöstern (omkring detta år).

#### Asien
- Bönder gör uppror mot den kinesiske kejsaren Han Wudi.
- Demetrios III blir kung över de indiska områdena Gandhara och Punjab.

#### Amerika
- Muralmålningarna i Mayapyramiden i San Bartolo i nuvarande Guatemala målas.

### Efter ämne

## Födda
- 13 juli – Julius Caesar, romersk fältherre och statsman (död 44 f.Kr.)
- Titus Labienus, Caesars överstelöjtnant under erövringen av Gallien

## Avlidna
- Cornelia Africana, änka efter Tiberius Gracchus
- Lucius Appuleius Saturninus, romersk politiker
- Theodosios från Bithynien, grekisk astronom och matematiker